# Ka à ascendante
Ne doit pas être confondu avec la lettre latine K ‹ K k ›.
Ka à ascendante (minuscule: ) est une lettre de l'alphabet cyrillique qui a été utilisée en kabarde au début du XXe siècle.

## Utilisations
En turcologie, Vassili Radloff utilise le ka à ascendante ‹ k › dans l’alphabet mixte (mélangeant des lettres latines et cyrilliques) de son dictionnaire des dialectes de langues turques en quatre volumes publié de 1893 à 1911.

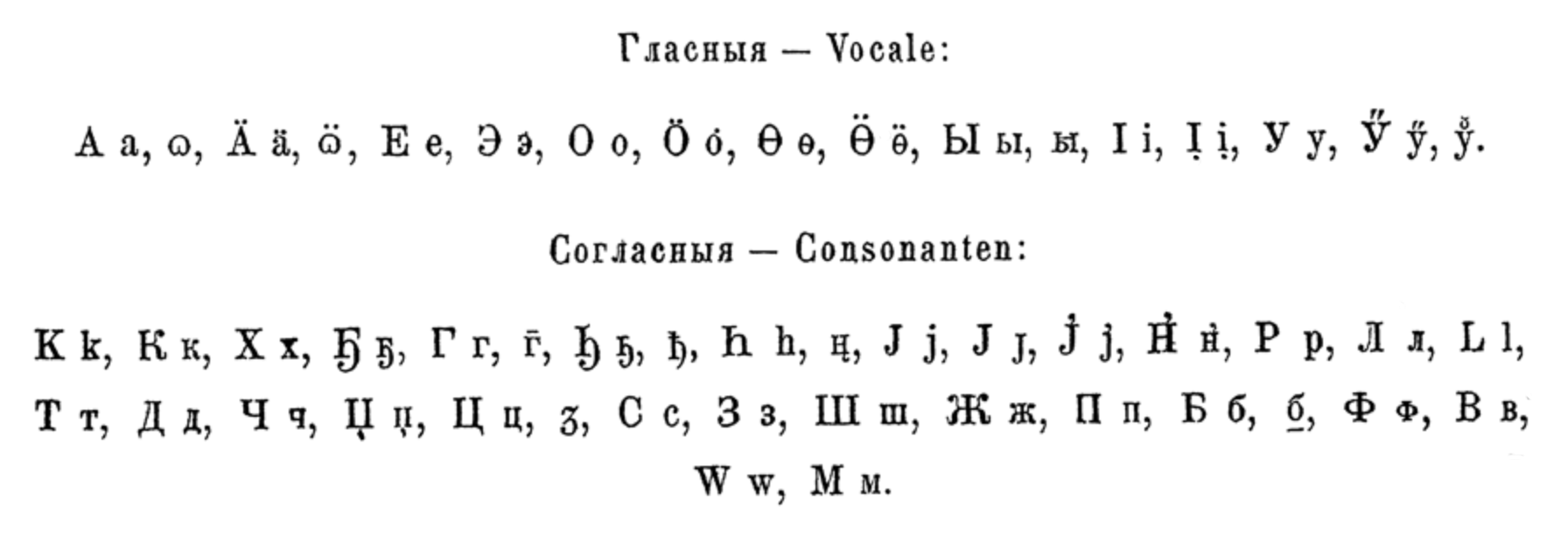
Alphabet dans Radloff 1893.

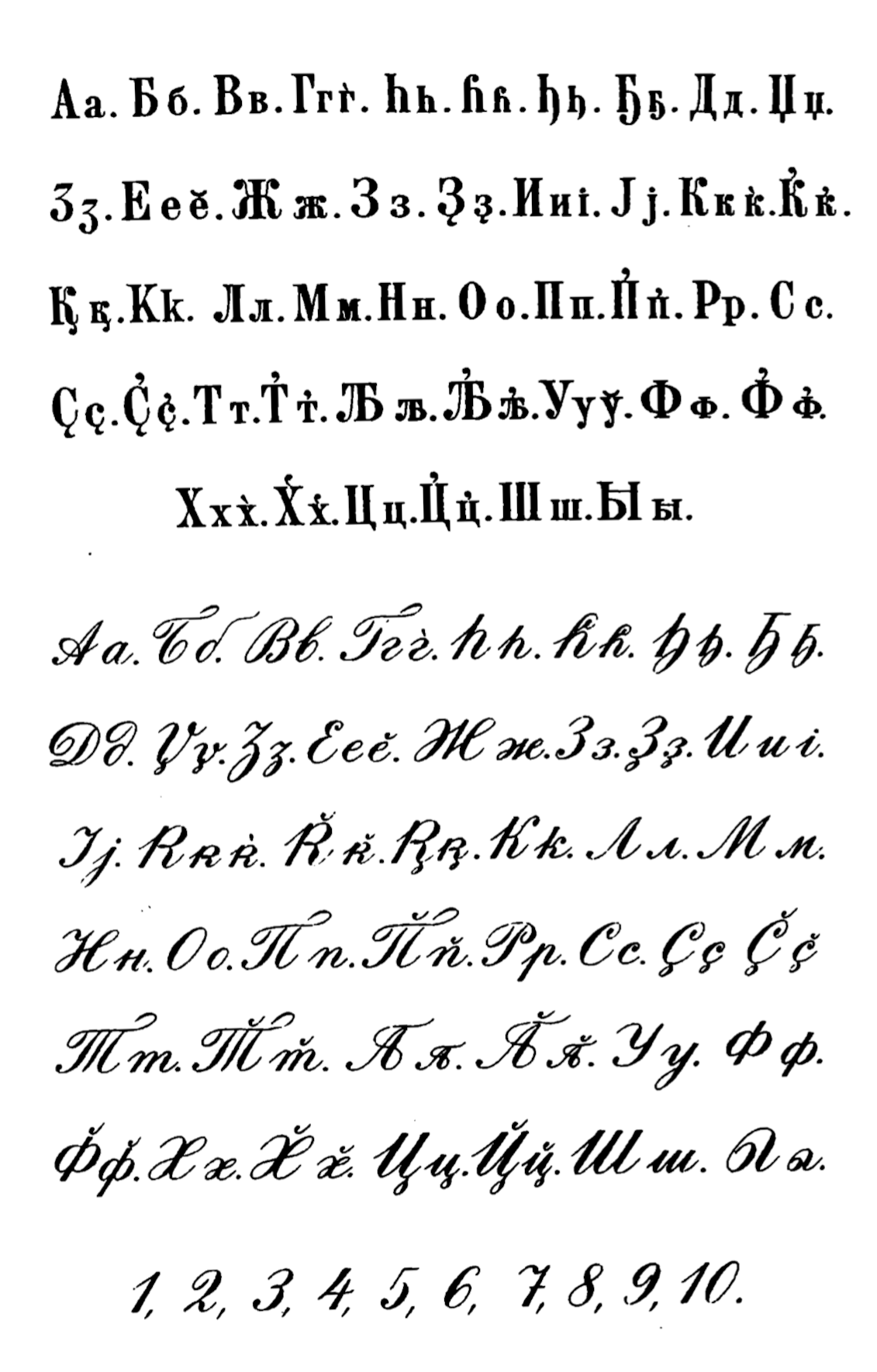
Alphabet kabarde de l’abécédaire de Tambiev 1906.

## Représentation informatique
Cette lettre n'a pas de représentation informatique standardisée, notamment dans Unicode. Elle peut cependant être représentée approximativement avec les caractères de la lettre latine K dans les polices de caractères où ceux-ci sont différents des caractères de la lettre cyrillique ka.
| formes    | représentations | chaînes de caractères | points de code | descriptions                                |
| --------- | --------------- | --------------------- | -------------- | ------------------------------------------- |
| majuscule | K               | —                     | —              | lettre majuscule cyrillique ka à ascendante |
| minuscule | k               | —                     | —              | lettre minuscule cyrillique ka à ascendante |

## Sources
- (ru + de) W. Radloff, Опыт словаря тюркских наречий = Versuch eines Wörterbuches der Türk-Dialecte, vol. 1-4, Saint-Petersbourg, Императорской Академии Наук,‎ 1893–1911 (présentation en ligne, lire en ligne)
- [Tambiev 1906] (ru) Паго Измаилович Тамбиев, Кабардинская азбука, Тифлис, Типография Канцелярии Наместника Его Императорского Величества на Кавказе,‎ 1906